# Linea Senzan
La linea Senzan (仙山線?, Senzan-honsen) è una ferrovia interurbana a scartamento ridotto di 58,0 km che collega le città giapponesi di Sendai e Yamagata in Giappone. Gestita dalla JR East funge in parte come linea suburbana per il traffico pendolare diretto a Sendai. Il nome della linea deriva dai nomi delle due città, Sendai (仙台) e Yamagata (山形). Il termine ufficiale della linea è la stazione di Uzen-Chitose, ma di fatto tutti i treni proseguono sulla linea principale Ōu fino alla stazione di Yamagata.

## Caratteristiche della rete
- Operatore: JR East
- Lunghezza: Sendai - Uzen-Chitose 58,0 km
- Scartamento: 1067 mm
- Stazioni: 20 (capilinea compresi)
- Numero di binari: binario semplice per tutta la lunghezza
- Elettrificazione: 20 kV CA 50 Hz
- Sistema di blocco: Automatico speciale
- Velocità massima: 95 km/h
- Pendenza massima: 33,0 ‰

## Storia
La linea Senzan orientale venne inaugurata fra Sendai e Ayashi il 29 settembre 1929, per poi essere estesa nel 1933 fino a Yamadera. Il completamento della linea avvenne nel 1977 fino a Uzen-Chitose. L'elettrificazione venne completata nel 1957 e con l'occasione furono avviati i servizi espressi "Asahi" e "Gassan".
Dopo la privatizzazione delle ferrovie Giapponesi, dal 1º aprile 1987 la linea passò sotto la gestione della JR East e della JR Freight per il traffico merci.
Nel 1999 la linea venne raddoppiata fra Uzen-Chitose e Yamagata per consentire il passaggio dello Yamagata Shinkansen.

## Servizi

### Sendai - Ayashi
Questa parte della linea fa parte dell'area suburbana di Sendai e funge da linea per i pendolari con frequenze di 2-4 treni all'ora per direzione. La sezione è a doppio binario e le stazioni di interscambio principali sono Kita-Sendai, Kunimi e Rikuzen-Ochiai. Parte dei binari stanno recentemente venendo portati su viadotto ed è prevista la costruzione di due nuove stazioni.

### Ayashi - Yamagata
Questa sezione, sebbene sia poco utilizzata dai pendolari, ha una forte utilità turistica. Viene utilizzata specialmente per raggiungere le terme di Sakunami, il tempio di Yamadera, famoso per il racconto Oku no Hosomichi di Matsuo Bashō, e per raggiungere gli impianti sciistici durante la stagione invernale.
Sul percorso sono presenti due stazioni in riposo, senza servizio passeggeri, ossia Nishi-Sendai Hi-Land e Yatsumori.

### Servizi sulla linea principale Tōhoku
Fino al 2007 c'erano due treni che, lasciando la linea Senzan, proseguivano sulla linea principale Tōhoku: il treno 2832M, che partiva da Sakunami e, una volta arrivato a Sendai diventava il treno 1428M e continuava fino a Iwanuma, e il treno 425M, che partendo da Shiroishi, diventava 1831M a Sendai e terminava a Ayashi. Il treno Sakunami - Iwanuma era attivo solo il sabato e i weekend.

## Stazioni
| Sendai | 仙台             | 0.0 km  | ●  | ●  | ●  | ■ Linea principale Tōhoku ■ Linea Senseki ■ Linea Jōban ■ Linea Sendai Aeroporto Tōhoku Shinkansen Akita Shinkansen ● Linea Nanboku | Aoba-ku Sendai, Miyagi |
| Tōshōgū | 東照宮           | 3.2 km  | \| | \| | ●  | | Aoba-ku Sendai, Miyagi |
| Kita-Sendai | 北仙台           | 4.8 km  | ●  | ●  | ●  | ● Linea Nanboku | Aoba-ku Sendai, Miyagi |
| Kitayama | 北山             | 6.5 km  | \| | \| | ●  | | Aoba-ku Sendai, Miyagi |
| Tōhoku Fukushi-dai-mae                                                                                                   | 東北福祉大前駅   | 7.5 km  | \| | \| | ●  | | Aoba-ku Sendai, Miyagi |
| Kunimi | 国見             | 8.6 km  | ●  | ●  | ●  | | Aoba-ku Sendai, Miyagi |
| Kuzuoka | 葛岡             | 10.1 km | \| | \| | ●  | | Aoba-ku Sendai, Miyagi |
| Rikuzen-Ochiai | 陸前落合         | 12.7 km | ●  | ●  | ●  | | Aoba-ku Sendai, Miyagi |
| Ayashi | 愛子             | 15.2 km | ●  | ●  | ●  | | Aoba-ku Sendai, Miyagi |
| Rikuzen-Shirasawa | 陸前白沢         | 20.6 km | \| | \| | \| | | Aoba-ku Sendai, Miyagi |
| Kumagane | 熊ヶ根           | 23.7 km | \| | \| | \| | | Aoba-ku Sendai, Miyagi |
| Nishi-Sendai Hi-Land | 西仙台ハイランド | 25.3 km | \| | \| | \| | | Aoba-ku Sendai, Miyagi |
| Sakunami | 作並             | 28.7 km | ●  | ●  | ●  | | Aoba-ku Sendai, Miyagi |
| Yatsumori | 八ツ森           | 30.8 km | \| | \| | \| | | Aoba-ku Sendai, Miyagi |
| Okunikkawa | 奥新川           | 33.8 km | \| | ●  | \| | | Aoba-ku Sendai, Miyagi |
| Dopo Okunikkawa la linea passa per il quartiere di Taihaku-ku a Sendai, ma in questa sezione non sono presenti stazioni. |                  |         |    |    |    | |                        |
| Omoshiroyama-Kōgen | 面白山高原       | 42.5 km | ●  | ●  | ●  | | Yamagata, Yamagata     |
| Yamadera | 山寺             | 48.7 km | ●  | ●  | ●  | | Yamagata, Yamagata     |
| Takase | 高瀬             | 52.4 km | \| | ●  | \| | | Yamagata, Yamagata     |
| Tateyama | 楯山             | 54.9 km | \| | ●  | \| | | Yamagata, Yamagata     |
| Uzen-Chitose | 羽前千歳         | 58.0 km | ●  | ●  | ●  | ■ Linea principale Ōu | Yamagata, Yamagata     |
| Kita-Yamagata | 北山形           | 61.9 km | ●  | ●  | ●  | ■ Linea principale Ōu ■ Linea Aterazawa                                                                                             | Yamagata, Yamagata     |
| Yamagata | 山形             | 62.8 km | ●  | ●  | ●  | ■ Yamagata Shinkansen ■ Linea principale Ōu ■ Linea Aterazawa                                                                       | Yamagata, Yamagata     |